# Jean Tinguely
Jean Tinguely (Friburgo, Suíça, 22 de maio de 1925 – Berna, 30 de agosto de 1991) foi um escultor suíço.

## Biografia
Um dos fundadores do Nouveau réalisme (Novo Realismo), um movimento artístico que elege os materiais e elementos derivados da realidade cotidiana, como os desperdícios da sociedade de consumo, transformando-os em obras de arte. A sua obra denuncia uma estética e uma conceptualização próximas do dadaísmo. As esculturas, numa espécie de celebração da ciência e do progresso tecnológico que marcou o após-guerra, são máquinas satíricas com funções e formas diversas, normalmente inúteis e absurdas, com movimentos descoordenados.
Paradigmático da sua obra, a escultura Chariot MK IV , 1966, constituída por um conjunto de rodas e de engrenagens assamblados para produzir uma máquina que simula ter uma função.
Em trabalhos anteriores, estas máquinas eram realizadas para produzir desenhos abstractos, numa crítica ao expressionismo abstrato que se valia do gesto espontâneo e de certa forma gratuito e vulgarizado.
Outra obra famosa foi a escultura que apresentou no Museu de Arte Moderna de Nova Iorque, cuja função foi a de se auto-destruir.
Mais tarde, produz eventos multimédia de grande escala, exteriores, nos quais o espectador é encorajado a interagir com as suas grandes esculturas.
A introdução de movimento físico real nas obras de arte, que se tornava mais frequente na década de 50, na produção criativa de alguns autores, entre os quais Tinguely, permitiu a constituição de uma corrente artística, designado por arte cinética.
Umas das mais famosas obras de Jean Tinguely ´´A Dança Macabra´´, no Museu Jean Tinguely, na Basileia, Suíça.
Após pesquisas e testes de esculturas sonoras cinéticos, mostrou a natureza puramente mecânica do seu trabalho ou seus revestidores Metamatics (1959). Em 1960 ele se juntou ao novo realismo e empreendeu grandes máquinas em movimento, edifícios de lazer que convidam os visitantes a participar (Rotozazas, 1967-1969) ou verdadeiras Environnements (Krokodrome, criado em 1977 para o Centro Georges Pompidou, em Paris). Entre seus trabalhos mais recentes incluem a Fontaine Stravinsky (1983), instalada perto do Centro Pompidou.
A dança macabra era um tema muito comum na Idade Média, tanto na pintura como na escultura. A morte, representada por um esqueleto com uma rabeca (instrumento musical) e um osso como arco desse instrumento, dança com os mortais de todas as idades e condições enquanto os arrasta para sepultura.
O artista Jean Tinguely criou a escultura Dança Macabra com material inusitados para provocar sons e movimentos. As esculturas são compostas por objetos recolhidos de uma ruína incendiada próxima ao ateliê do artista.
O artista cria as suas esculturas para expressar a essência da arte e da vida e despertar o interesse do espectador para o estranho, o lúdico e o assustador. Assim o artista produz a arte cinética (dinâmica). No Brasil, Abraham Palatnik é um grande expoente desse tipo de arte.
As obras de Jean Tinguely estão no museu que leva seu nome na Suíça.